# (12831) 1997 BS6
1997 بي أس 6 (ويعرف أيضًا باسم (12831) 1997 بي أس 6 وفق تسمية الكوكب الصغير) (بالإنجليزية: 1997 BS6)‏ هو كويكب ضمن حزام الكويكبات؛ وترتيبه 12831 من حيث الاكتشاف.
اكتُشف هذا الجُرم الفلكي بواسطة Yoshisada Shimizu ‏ في 29 يناير 1997.

## وصلات خارجية
- (12831) 1997 BS6 في قاعدة بيانات مختبر الدفع النفاث لأجرام النظام الشمسي الصغيرة

- الاكتشاف · مخطط المدار ·  العناصر المدارية · المعلمات المادية

- (12831) 1997 BS6 على موقع ويكي سكاي: DSS2, SDSS, GALEX, IRAS, Hydrogen α, X-Ray, Astrophoto, Sky Map, Articles and images